# Първичен инстинкт
„Първичен инстинкт“ (на английски: Basic Instinct) е американски еротичен трилър на режисьора Пол Верховен със сценарист Джо Естерхас и с участието на Майкъл Дъглас и Шарън Стоун. Филмът се върти около полицейския инспектор Ник Къран (Дъглас), който разследва бруталното убийство на богата рок звезда. По време на разследването Къран започва пламенна и напрегната връзка с главната заподозряна, красивата и загадъчна Катрин Трамел (Стоун).
През 2006 г. излиза продължение с участието на Стоун, което е остро критикувано и не постига същия комерсиален успех.

## Актьорски състав
| Актьор            | Роля                                                                    |
| ----------------- | ----------------------------------------------------------------------- |
| Майкъл Дъглас     | полицейски детектив Ник Къран                                           |
| Шарън Стоун       | Катрин Трамел – писателка на детективски романи                         |
| Джордж Дзундза    | полицейски детектив Гюс Моран – приятел на Ник Къран                    |
| Джийн Трипълхорн  | д-р Бет Гарнър – полицейски психолог                                    |
| Денис Арндт       | полицейски лейтенант Филип Уокър                                        |
| Лейлани Сарел     | Роксан „Рокси“ Харди – любовницата на Катрин Трамел                     |
| Брус Йънг         | полицейски детектив Сам Андрюс                                          |
| Челси Рос         | полицейски капитан Талкот                                               |
| Уейн Найт         | Джон Корели                                                             |
| Даниел фон Барген | полицейски лейтенант Марти Нилсен                                       |
| Стивън Тоболовски | д-р Ламот                                                               |
| Бенджамин Мутън   | Хариган                                                                 |
| Джак Макгий       | шериф                                                                   |
| Бил Кейбъл        | Джони Боз – любовникът на Катрин Трамел, убит с нож за разбиване на лед |
| Джеймс Ребхорн    | д-р МакЕлуейн                                                           |

## Награди и номинации
- Кан 1992 г. – Официална селекция
- 2 номинации за Оскар – за монтаж и музика
- 2 номинации за Златен глобус – за Шарън Стоун и музика

## „Първичен инстинкт“ в България
Един от първите му дублажи на български е от видеоразпространителя Мулти Видео Център. Ролите озучават от актьорите Татяна Петрова, Любомир Младенов и Пламен Захов.
През 2010 г. има и дублаж и на bTV. Екипът се състои от:
| Преводач            | Полина Николова                                                     |
| Режисьор на дублажа | Чавдар Монов                                                        |
| Тонрежисьор         | Стефан Македонски                                                   |
| Озвучаващи артисти  | Силвия Лулчева Лина Златева Васил Бинев Тодор Николов Ивайло Велчев |

На 3 февруари 2014 г. KinoNova излъчи филма с нов български дублаж за телевизията. Екипът се състои от:
| Преводач            | Саша Добрева                                                                                          |
| Режисьор на дублажа | Димитър Кръстев                                                                                       |
| Тонрежисьор         | Цветомир Цветков                                                                                      |
| Озвучаващи артисти  | Даниела Йорданова Христина Ибришимова Васил Бинев Здравко Методиев Силви Стоицов Георги Георгиев-Гого |

1. ↑  basicinstinct //  Box Office Mojo.